# Messerwerfen

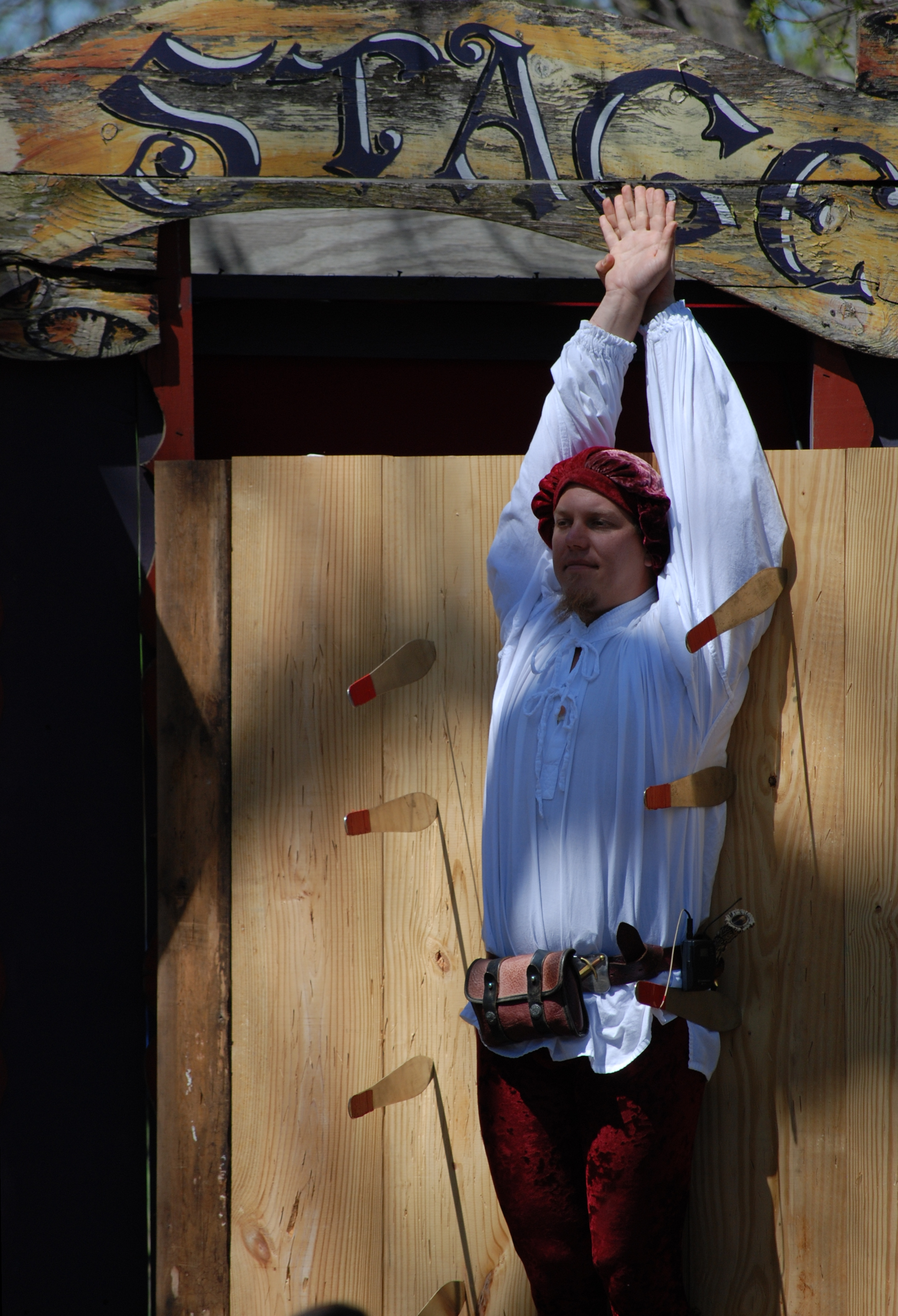
Messerwerfen

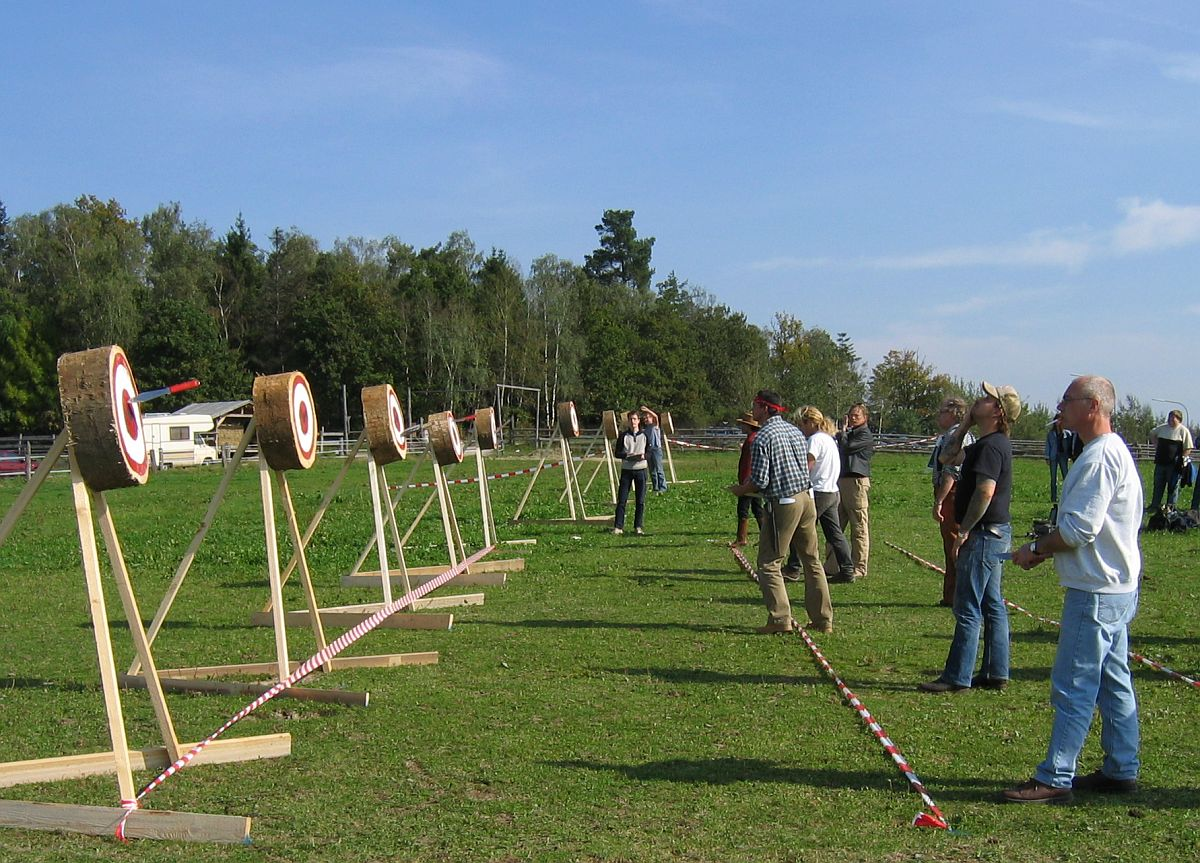
Wettbewerb im Messerwerfen

Messerwerfen ist die Kunst, Messer so auf ein Ziel zu werfen, dass das Messer mit der Spitze im Ziel stecken bleibt.
Ein Messerwerfer übt diese Kunst beruflich oder privat aus. Im Zirkus oder bei Shows landen die Messer meist um eine direkt vor einer Zielscheibe stehende Person herum. Messerwerfen wird aber häufiger als Sport und Hobby ausgeübt; Messerwerfer sind in Europa in mehr als 33 Vereinen organisiert, die regelmäßig Wettbewerbe veranstalten. In der Western-Szene ist dieser Sport beliebt und verwandt mit dem Tomahawkwerfen.
In Filmen sieht es häufig so aus, als flöge das Wurfmesser geradeaus. Da Messer aber nicht geschossen, sondern mit einer bogenförmigen Armbewegung geworfen werden, ist dies nicht der Fall: Das Messer dreht sich. Die Schwierigkeit besteht also darin, das Messer so zu werfen, dass es mit der Klinge voraus im Ziel ankommt. Um das zu erreichen, wirft man immer auf die gleiche Weise, und sucht sich die Entfernung zum Ziel, bei der das Messer steckt. Es gibt allerdings auch Wurftechniken, bei denen das Messer sich nicht dreht, No Spin genannt. Diese Techniken sind allerdings schwer zu erlernen. 
Das Wurfmesser wird entweder an der Klingenspitze oder am Griff gefasst, etwa so, wie man einen Hammer halten würde. Ist die Klinge scharf, wird sie zwischen Daumen und den restlichen vier Fingern gehalten. Wird statt des Messers ein Shuriken (Wurfstern) benutzt, bleibt das Wurfgerät leichter im Ziel stecken, da es mehrere Spitzen besitzt, allerdings sind beispielsweise in Deutschland Wurfsterne im Gegensatz zu Wurfmessern verboten.
Geworfen wird auf ein Ziel aus Holz, am besten auf Hirnholz (aufeinandergestapelte Baumscheiben) oder mindestens fünf Zentimeter dicke Bretter mit vertikal verlaufender Maserung, nicht aber auf lebende Bäume. Es ist darauf zu achten, dass niemand das Gelände unbemerkt betreten kann, und Zuschauer müssen sich einige Meter hinter dem Werfer aufhalten, damit zurückprallende Messer keine Gefahr für sie darstellen. Vorteilhaft ist es außerdem, wenn sich unter dem Ziel kein harter Untergrund befindet, um die Messer bei Fehlwürfen zu schonen.
Für das Üben fängt man in einer Entfernung von etwa drei Meter zum Ziel an. Es ist wichtig, auf eine gleich bleibende Wurfbewegung hinzuarbeiten und mit dem Handgelenk keine zusätzliche Rotation zu geben. Stecken die ersten Messer, gilt die Regel: Zeigt der Griff nach oben, hat sich das Messer zu weit gedreht, zur Korrektur geht man einen Fußbreit näher zum Ziel. Zeigt der Griff nach unten, weicht man entsprechend zurück. 